# Тукан білогорлий
Тукан білогорлий (Aulacorhynchus albivitta) — вид дятлоподібних птахів родини туканових (Ramphastidae).

## Поширення
Вид поширений на північному заході Венесуели, заході Колумбії та північному заході Еквадору.

## Опис
Птах середнього розміру, завдовжки від 30 до 35 см, а вага може варіюватися від 118 до 230 грам. Обидві статі схожі за зовнішнім виглядом, хоча самиця зазвичай менша і має трохи коротший дзьоб. Це птах з переважно зеленим оперенням. Підхвістя і кінчик хвоста коричневі. Дзьоб чорний з жовтою верхівкою на верхній щелепі і білої смуги біля основи. У нього біле горло і темне кільце навколо очей. Ноги сіруваті, а райдужна оболонка темна.